# روجا رامانی
روجا رامانی (انگلیسی: Roja Ramani؛ زادهٔ ۱۶ سپتامبر ۱۹۵۹) یک هنرپیشه اهل هند است.